# Klanění tří králů (Lorenzo Monaco, 1421)
Klanění tří králů (italsky L'Adorazione dei Magi) je název obrazu namalovaného italským gotickým umělcem jménem Lorenzo Monaco pro kostel Sant Ediglio ve Florencii.

## Historie

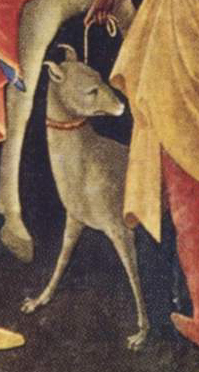
Detail chrta

Obraz je namalován ve stylu typickém pro sienskou školu. Dílo, které je považováno za nejlepší umělcovu práci, mělo pohnutý osud. Původně měl obraz podle pozdně gotického vkusu pětiúhelníkový tvar. Bohužel, tento styl se v 15. století přežil a obraz byl "zarovnán". Jeho spodní část se ztratila a malíř Cosimo Roselli k němu později přimaloval scénu Zvěstování a postavy dvou proroků v horních rozích. V průvodu králů malíř použil četné exotické prvky: různobarevné pokrývky hlavy rozličných tvarů, na lemu zeleného královského pláště je umístěn nápis ve staré arabštině, rytíř v růžovém plášti má po boku meč se zahnutou čepelí islámského typu. K zobrazení zvířat použil Monaco jemnou grafiku. Obraz koně je koncipován minimalisticky a má symbolizovat lidský původ Krista. Mezi předníma nohama koně je namalovám chrt jako symbol věrnosti. Jemný oblouk linie a štíhlé nohy psa kontrastují s černým pozadím připomínajíc tak minaturu. Pod pravým obloukem je vidět moderní, až metafyzicky koncipovaná krajina na zlatém pozadí. Šedá skála se vzdouvá jako vlna a vede divákovo oko ke krajině směrem doprava. Za skalisko umístil malíř nápadně růžový "hrad", který svou kompozicí a neobvyklou perspektivou připomíná chlév, ve kterém našla útočiště Madona s Ježíškem.
Jednotlivé prvky pozdně gotického stylu malíř spojil takovým způsobem, že nakonec dospěl až k jistému posunu grafického a formalistického výrazu. Zvláště je to znát na zeštíhlení postav. Monaco dodává scéně nereálnou atmosféru tím, že pracuje pouze s jemnými až asketickými tóny a daří se mu vytvářet přímo metafyzické efekty.
Obraz je umístěn v Gallerii degli Uffizi.

## Galerie

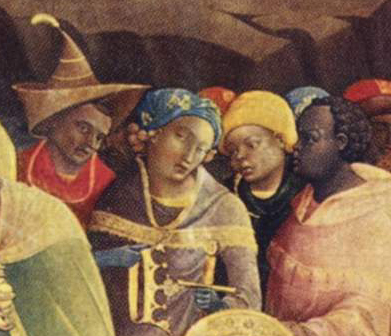
Detail
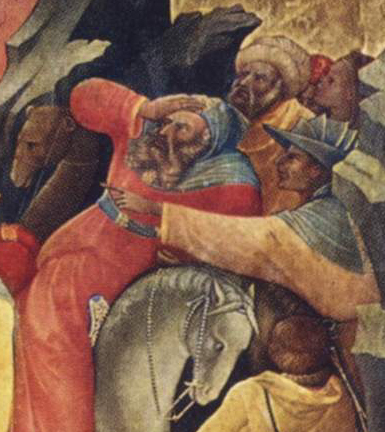
Detail